# Maxera pallidula
Maxera pallidula är en fjärilsart som beskrevs av Butler 1875. Maxera pallidula ingår i släktet Maxera och familjen nattflyn. Inga underarter finns listade i Catalogue of Life.